# Кіноті
Кіноті (груз. კინოთი) — село в Грузії.
За даними перепису населення 2014 року в селі проживає 345 особи.